# Żarnowiec Elektrownia Jądrowa
Elektrownia Jądrowa Żarnowiec – stacja kolejowa na rozebranej linii kolejowej Rybno Kaszubskie — Elektrownia Jądrowa Żarnowiec.

## Historia
Stacja ta powstała  w latach 80. na potrzeby budowanej Elektrowni Jądrowej Żarnowiec. Na stację docierały składy SKM w Trójmieście. Pierwszy pociąg pasażerski pojechał w 1985 r., jednak wstrzymanie budowy elektrowni atomowej sprawiło, że ruch pasażerski zawieszono 30 maja 1992. Stacja została zamknięta w 2001 r., a w 2003 r. rozebrana, natomiast w marcu 2005 rozebrano całkowicie biegnącą do niej linię.

## Infrastruktura
Elektrownia Jądrowa Żarnowiec miała jeden peron wyspowy oraz kładkę nad torami. Stacja posiadała semafory świetlne i nastawnię z pulpitem kostkowym. Wraz z budową tej linii Rybno Kaszubskie zmieniło status z przystanku na stację. Oprócz torów stacyjnych zbudowano bocznice do EW Żarnowiec oraz do Podstacji. Tory te do dziś istnieją w Czymanowie w miejscach utwardzonych oraz w Opalinie w środku ulicy.

## Ciekawostka
W lipcu 1995 r. na tej linii kursowały pociągi specjalne w relacji Wejherowo — Elektrownia Jądrowa Żarnowiec na Przystanek Woodstock, który odbył się w Czymanowie.